# Dasyvalgus sommershofi
Dasyvalgus sommershofi är en skalbaggsart som beskrevs av S. Endrödi 1952. Dasyvalgus sommershofi ingår i släktet Dasyvalgus och familjen Cetoniidae. Inga underarter finns listade i Catalogue of Life.